# Вагон-буфет

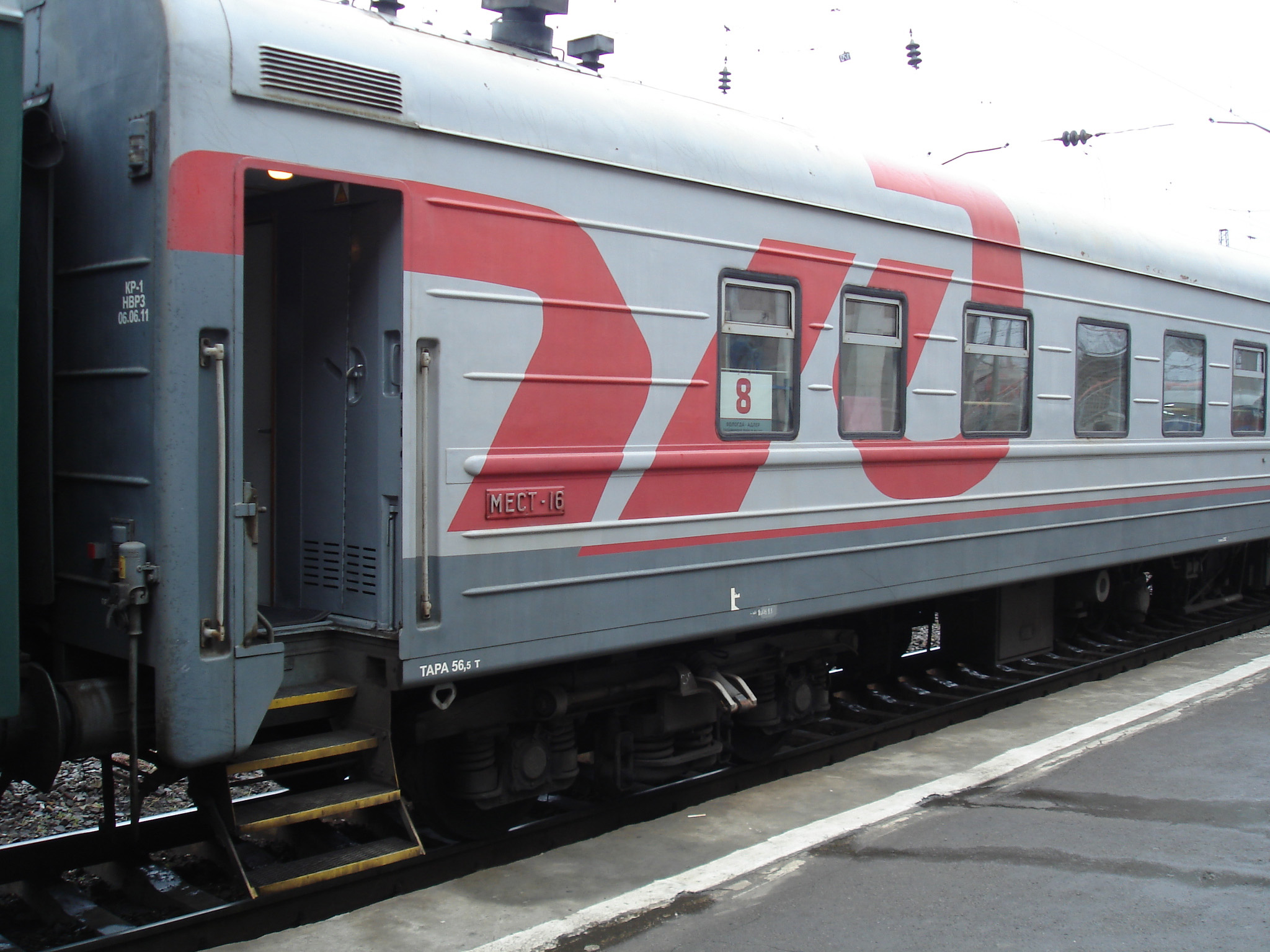
Внешний вид 16-местного вагона-буфета ОАО «РЖД»

Вагон-буфет — железнодорожный вагон, совмещающий купейный вагон с буфетом, предназначенным для обеспечения питанием пассажиров в пути следования. Включается в состав пассажирских поездов.
Выпускались для Советского Союза заводами ГДР: в 1963–1966 годах заводом VEB Waggonbau Ammendorf (вагоны Ammendorf Typ 47 BD, 26 мест) и в 1985–1987 годах (есть сведения о вагонах выпуска 1995–1996 гг.) заводом VEB Waggonbau Görlitz (вагоны Typ 47 BK/Ki, 16 мест). Гёрлицкие вагоны находятся в эксплуатации по настоящее время. Тип вагона в обозначении ОАО «РЖД» — КБ.

## Конструктивные особенности
Вагон-буфет имеет типовые для пассажирских вагонов ходовые части, тормозное и автосцепное оборудование. Внутри вагона расположены 4 купе для пассажиров (16 мест). Туалетное помещение с умывальником для пассажиров одно и находится рядом с купе проводников. Также имеются вагоны-буфеты с количеством купейных мест — 18, где 17 и 18 места находятся рядом с купе проводников.
Остальное пространство используется под буфет, где имеются два стола для самостоятельного питания пассажиров и отделение для буфетчицы с бакалейными продуктами и подсобными помещениями.
Вагон-буфет оборудован системой кондиционирования воздуха и водяным отоплением с комбинированным электроугольным котлом. Электроснабжение потребителей индивидуальное (от подвагонного генератора) или централизованное (от контактной сети).

## Интересный факт
Вагонами-буфетами в настоящее время оборудуются как обычные (ЭР9Т), так и скоростные электропоезда («Сапсан»). В «Сапсане» этот вагон также называется вагон-бистро.